# أدوبي أيرو
أدوبي أيرو هي أداة للتأليف والنشر بالواقع المعزز بواسطة أدوبي على Creative Cloud. يتوفر Aero لنظام آي أو إس، على الرغم من وجود إصدارات لنظامي التشغيل ماك أو إس وويندوز وهي حاليًا في مرحلة تجريبية عامة. تم الإعلان في الأصل عن أدوبي أيرو كإصدار تجريبي خاص لمستخدمي iOS في Adobe MAX 2018، حيث شهد إطلاقه الرسمي في Adobe MAX 2019.
يعد أيرو جزءًا من سلسلة أدوبي ثلاثية الأبعاد و AR، والتي تتضمن أيضًا Dimension و Mixamo و Substance من أدوبي.